# Casino (Nouvelle-Galles du Sud)
Pour les articles homonymes, voir Casino.
Casino (9 400 habitants) est une ville de la Nouvelle-Galles du Sud, en Australie à 726 km au nord de Sydney.
La ville doit son nom au mont Cassin en Italie.

## Personnalités liées à la ville
- Félix Schürr (1827-1900), professeur et missionnaire français.
- Michael Robotham (1960-), écrivain spécialiste du roman policier.